# André Mollen
André Mollen (fl. XX secolo) è stato un bobbista svizzero.

## Biografia
Vinse una medaglia d'argento ai campionati mondiali del 1930 (tenutisi a Caux-sur-Montreux) nel bob a quattro, per la nazionale svizzera insieme ai suoi connazionali John Schneiter, Jean Mollen e William Prichard
Superarono la nazionale tedesca (medaglia di bronzo), ma vennero battuti da quella italiana (medaglia d'oro).